# Ангренське родовище вугілля
Ангре́нське родовище вугілля — родовище бурого вугілля розташоване в долині річки Ахангаран в Ташкентській області Узбекистану. Відкрите у 1933 році, розробляється з 1940 року. 

## Характеристика
Площа близько 70 км². Розвідані запаси 1 880 мільйонів тонн. Юрська вугленосна товща (до 160 м) містить потужний вугільний поклад складної будови потужністю від 20 м (на виходах) до 130 м (на глибині). Нижня, компактніша частина покладу — «Потужний комплекс» (20-50 м); верхня, більш «розкидана» частина — «Верхній комплекс». Вугленосна товща складає широку пологу синкліналь. Південно-східне крило слабконахилене (5-6°), місцями порушене розривами, північно-західне крило ускладнене вторинною складчастістю і насувами. Вугілля буре (зольність 22%; теплота згоряння — 13,4 МДж./кг).

## Технологія розробки
Розробка вугілля, в основному, ведеться відкритим способом. У 1990-х роках працює станція підземної газифікації вугілля. Родовище комплексне. Первинні каоліни, які залягають у ґрунті вугільних покладів, використовуються як сировина для виготовлення цементу, керамічних виробів. В перспективі розглядається як глиноземна сировина. У відкладах, які перекривають вугленосну товщу, містяться вапняки, які придатні для виготовлення портландцементу, вапна, флюсів, бурту, щебеню, а також лесовидні суглинки — сировина для виготовлення цегли та каналізаційних труб.